# Naturbahnrodel-Junioreneuropameisterschaft 1975
Die 2. FIL-Naturbahnrodel-Junioreneuropameisterschaft fand vom 1. bis 2. März 1975 in Fénis in Italien statt. Die österreichische Mannschaft gewann als erste alle drei Wettbewerbe.

## Einsitzer Herren
| Platz | Name             | Zeit |
| ----- | ---------------- | ---- |
| 01    | Werner Prantl    | ?    |
| 02    | Georg Danzl      | ?    |
| 03    | Andrea Millet    | ?    |
| 04    | Raimund Pigneter | ?    |
| 05    | Damiano Lugon    | ?    |
| 06    | Otto Bachmann    | ?    |
| 07    | Piero Poletto    | ?    |
| 08    | Franz Jungmann   | ?    |
| 09    | Josef Theurl     | ?    |
| 10    | Albert Hellweger | ?    |

38 Rodler kamen in die Wertung.

## Einsitzer Damen
| Platz | Name               | Zeit |
| ----- | ------------------ | ---- |
| 01    | Elfriede Pirkmann  | ?    |
| 02    | Hilde Scharf       | ?    |
| 03    | Monika Auer        | ?    |
| 04    | Roswitha Fischer   | ?    |
| 05    | Anna Pallhuber     | ?    |
| 06    | Lisa Obermoser     | ?    |
| 07    | Ida Fleissner      | ?    |
| 08    | Gudrun Steinwender | ?    |
| 09    | Irma Taschler      | ?    |
| 10    | Delia Vaudan       | ?    |

15 Rodlerinnen kamen in die Wertung.

## Doppelsitzer
| Platz | Name                                    | Zeit |
| ----- | --------------------------------------- | ---- |
| 01    | Konrad Jungmann – Josef Theurl          | ?    |
| 02    | Damiano Lugon – Andrea Millet           | ?    |
| 03    | Felix Wagner – Nikolaus Wagner          | ?    |
| 04    | Peter Mair – Walter Mair                | ?    |
| 05    | Franz Winkler – Franz Posch             | ?    |
| 06    | Alfred Schretter – Norbert Scherer      | ?    |
| 07    | Gerhard Kleinhofer – Johannes Schramml  | ?    |
| 08    | Werner Prantl – Georg Danzl             | ?    |
| 09    | Albert Hellweger – Christian Oberhöller | ?    |
| 10    | Eugen Obexer – Raimund Pigneter         | ?    |

15 Doppelsitzer kamen in die Wertung.

## Medaillenspiegel
| Platz | Land       | Gold | Silber | Bronze | Gesamt |
| ----- | ---------- | ---- | ------ | ------ | ------ |
| 1.    | Österreich | 3    | 2      | 1      | 6      |
| 2.    | Italien    | —    | 1      | 2      | 3      |